# Turniej Czterech Skoczni
Turniej Czterech Skoczni, w skrócie TCS (niem. Vierschanzentournee) – międzynarodowa impreza w skokach narciarskich mężczyzn, organizowana cyklicznie od 1953 na przełomie grudnia i stycznia każdego roku. Turniej odbywa się w czterech miastach: dwóch niemieckich (Oberstdorf, Garmisch-Partenkirchen) i dwóch austriackich (Innsbruck, Bischofshofen). Zwycięzcą danej edycji TCS zostaje zawodnik, który łącznie zdobędzie największą liczbę punktów we wszystkich czterech konkursach. Turniej bywa określany mianem narciarskiego Wielkiego Szlema i dla wielu skoczków jest równie ważny co igrzyska olimpijskie czy mistrzostwa świata. Od 28. edycji (sezon 1979/1980) Turniej Czterech Skoczni stanowi część Pucharu Świata.
Od 45. edycji (sezon 1996/1997) wszystkie konkursy Turnieju rozgrywane są tzw. systemem KO. W każdym konkursie startuje 50 zawodników, którzy przeszli kwalifikacje. Skoczkowie dobierani są w pary – pierwszy z pięćdziesiątym, drugi z czterdziestym dziewiątym itd. Wyłonione w ten sposób pary rywalizują w pierwszej serii zawodów. Do drugiej serii awans uzyskuje każdy zwycięzca z danej pary oraz pięciu tzw. „szczęśliwych przegranych” (ang. lucky losers), czyli pięciu najlepszych zawodników spośród wszystkich przegranych. Druga seria zawodów rozgrywana jest według tradycyjnych zasad Pucharu Świata.
Do 60. edycji (sezon 2011/2012) nagrodą za wygranie turnieju był wysokiej klasy samochód oraz nagroda pieniężna. Od 61. edycji (sezon 2012/2013) nagrodą za zwycięstwo jest statuetka złotego orła oraz nagroda pieniężna w wysokości 20 tysięcy franków szwajcarskich. Od 70. edycji sezon 2021/2022 nagrodą za zwycięstwo jest statuetka złotego orła oraz nagroda pieniężna w wysokości 100 tysięcy franków szwajcarskich. Statuetka ta była inspiracją dla stworzenia złotej sowy, nagrody w Turnieju Sylwestrowym dla kobiet, rozgrywanym równolegle do TCS, ale o połowę krótszym, od sezonu 2021/2022.
Najbardziej utytułowanym skoczkiem w historii TCS jest Janne Ahonen, który jako jedyny wygrał turniej pięciokrotnie (w 1999, 2003, 2005, 2006 i 2008). Bjørn Wirkola jako jedyny zwyciężył w trzech edycjach turnieju z rzędu (w 1967, 1968 i 1969). Najwięcej zwycięstw w poszczególnych konkursach odnieśli Bjørn Wirkola i Jens Weißflog, którzy na najwyższym stopniu podium stawali po 10 razy. Trzech skoczków wygrało wszystkie cztery konkursy podczas jednej edycji turnieju – Sven Hannawald (w 2002), Kamil Stoch (w 2018) i Ryōyū Kobayashi (w 2019).
Dotychczas trzech polskich skoczków triumfowało w klasyfikacji generalnej TCS – Adam Małysz (w 2001), Kamil Stoch (w 2017, 2018 i 2021) oraz Dawid Kubacki (w 2020). W polskim dorobku znajduje się również drugie miejsce Piotra Żyły (w 2017) i Dawida Kubackiego (w 2023) oraz trzecie miejsca Małysza (w 2003) i Kubackiego (w 2021).

## Cztery skocznie
{{Mapa lokalizacyjna}} Nieoczekiwana grafika: "punkty mapy".
|  | Nazwa skoczni              | Miejscowość             | Punkt K | HS    | Rekord skoczni | Rekord skoczni   | Rekord skoczni |
|  | -------------------------- | ----------------------- | ------- | ----- | -------------- | ---------------- | -------------- |
|  | Schattenbergschanze        | Oberstdorf              | K120    | HS137 | 143,5 m        | Sigurd Pettersen | 29.12.2003     |
|  | Große Olympiaschanze       | Garmisch -Partenkirchen | K125    | HS142 | 145,0 m        | Michael Hayböck  | 01.01.2025     |
|  | Bergisel                   | Innsbruck               | K120    | HS128 | 138,0 m        | Michael Hayböck  | 04.01.2015     |
|  | Paul-Ausserleitner-Schanze | Bischofshofen           | K125    | HS142 | 145,0 m        | Dawid Kubacki    | 06.01.2019     |

## Organizator
Turniej Czterech Skoczni organizowany jest przez cztery kluby narciarskie. Są to Skiclub 1906 Oberstdorf, Skiclub Partenkirchen (SCP), Sport Club Bergisel (SC Bergisel) i Skiclub Bischofshofen.
Prezydentem (prezesem) Komitetu Organizacyjnego TCS jest od 2021 roku dr Peter Kruijer, szef klubu narciarskiego Skiclub 1906 Oberstdorf. Wcześniej funkcję tę pełnili: 
- Putzi Pepeunig (Innsbruck, 1952-1986);
- Hans Ostler (Garmisch-Partenkirchen, 1986-2003);
- Dietmar Hemerka (Innsbruck, 2003-2006);
- Claus-Peter Horle (Oberstdorf, 2006-2010);
- Alfons Schranz (Innsbruck, 2010-2015);
- Michael Maurer (Garmisch-Partenkirchen, 2015-2018)
- Johann Pichler (Bischofshofen, 2018-2021)
- dr Peter Kruijer (Oberstdorf, od 2021)

Zgodnie z uzgodnieniami z 2003 roku, szefowie czterech klubów narciarskich z miast-gospodarzy turnieju zmieniają się na stanowisku prezesa całej imprezy co trzy-pięć lat.

## Historia idei Turnieju Czterech Skoczni

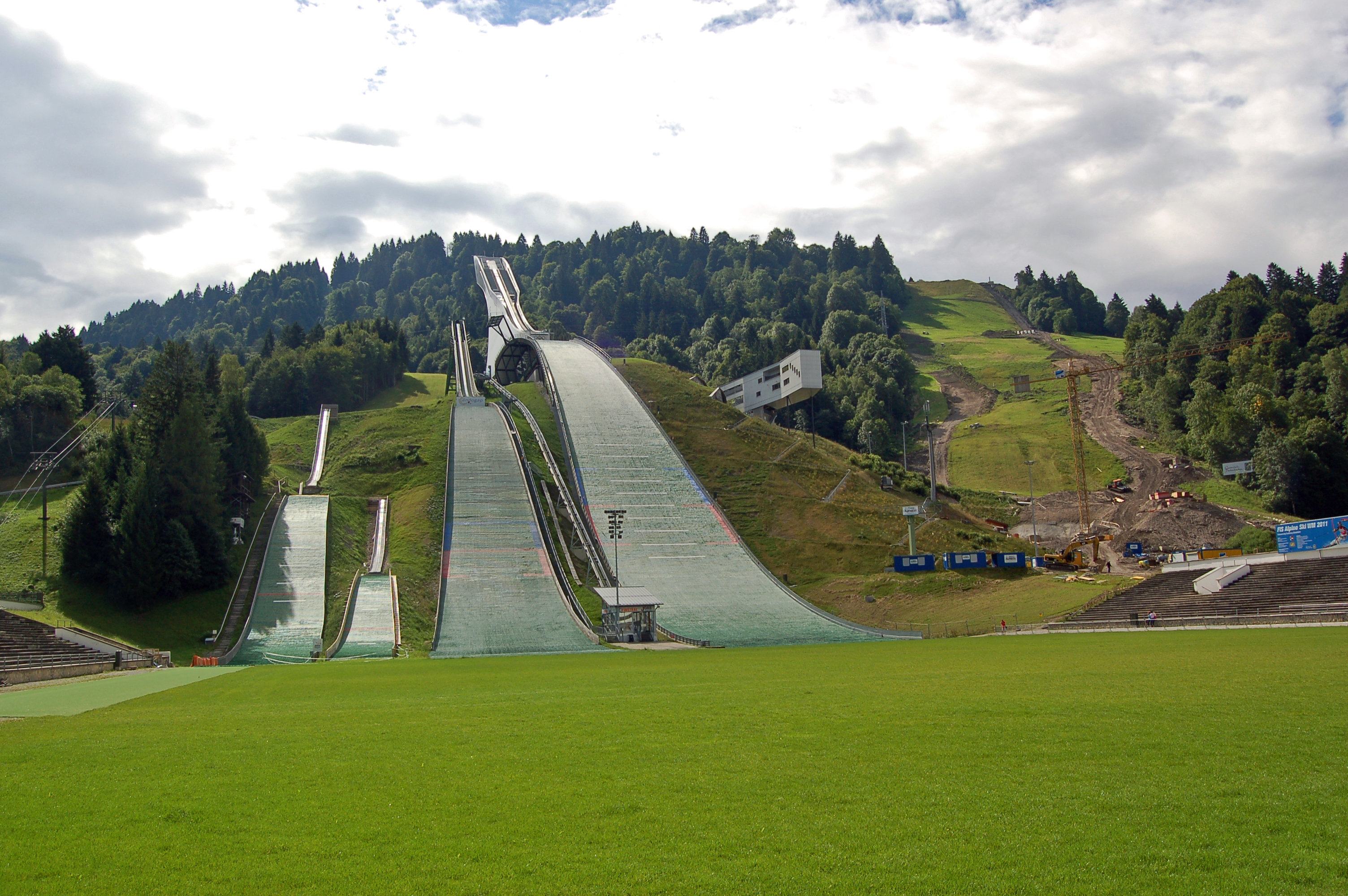
Kompleks skoczni w Garmisch-Partenkirchen (Bawaria), na stoku góry Gudiberg.

Pomysł zorganizowania noworocznego konkursu w skokach narciarskich (Neujahrsskispringen) pojawił się wśród członków klubu narciarskiego SC Partenkirchen w 1921 r. i miał związek z otwarciem nowej skoczni, w miejscu obecnej Große Olympiaschanze. Już pierwsze tego typu zawody – przeprowadzone 1 stycznia 1922 – miały charakter międzynarodowy, a ich zwycięzcą został Norweg Jakob Vaage, który uzyskał odległość 76 metrów. W kolejnych latach impreza odbywała się regularnie do 1941 r., gdy nastąpiła czteroletnia przerwa, spowodowana II wojną światową (1942–1945). Noworoczne zmagania przywrócono 1 stycznia 1946, lecz w związku z powojennymi sankcjami – nałożonymi przez Międzynarodową Federację Narciarską (FIS) na Deutscher Skiverband – były to jedynie lokalne zawody narciarskie, w których brali udział wyłącznie skoczkowie niemieccy.
Pod koniec 1948 r. FIS zniosła zakaz udziału Niemców w imprezach międzynarodowych oraz pozwoliła zawodnikom z innych państw na starty na terytorium Republiki Federalnej Niemiec i Niemieckiej Republiki Demokratycznej, a latem 1949 r. w domu „Maler” w Partenkirchen - wśród przebywających tam działaczy narciarskich z Garmisch-Partenkirchen oraz Innsbrucku - narodziła się idea turnieju, rozgrywanego na początku roku, przez kilka dni, w krótkich odstępach czasu, na czterech różnych skoczniach w Niemczech i Austrii. Do konkretów jednak nie doszło.
W styczniu 1951 r. władze klubu Skivereine Innsbruck postanowiły zorganizować w okresie ferii świątecznych konkurs „Skispringen am Bergisel”. Zainteresowanie z jakim się on spotkał przerosło najśmielsze oczekiwania, bowiem pod skocznią zjawiło się aż 25 tysięcy kibiców. Spowodowało to u Austriaków ponowną chęć nawiązania współpracy z niemieckimi klubami narciarskimi.
Ostatecznie, plan „niemiecko-austriackiego turnieju skoków” opracowano 17 maja 1952, podczas wieczornych zawodów na Seegrube koło Innsbrucku, a jego autorami byli: Toni Glos, Emmerich „Putzi” Pepeunig (Innsbruck), Beppi Hartl, Franz Rappenglück (Partenkirchen), Andi Mischitz, Fred Triebner (Bischofshofen) oraz Alfons Huber i Xaver Kaiser (Oberstdorf). Ostatni z obecnych wówczas pomysłodawców turnieju, a później jego honorowy prezydent – „Putzi” Pepeunig, zmarł w 1999 r. i został pochowany na cmentarzu nieopodal skoczni Bergisel.
Garmisch-Partenkirchen (z konkursem noworocznym), Innsbruck i Bischofshofen od początku zostały wskazane jako miejsca rozgrywania turnieju. Jako że Niemcy chcieli osiągnąć parytet organizacyjny, przedstawiciele SC Partenkirchen zostali upoważnieni do znalezienia drugiego miasta-partnera w swoim kraju. Pierwotnie skupili się na trzech kandydaturach: Berchtesgaden, Füssen i Oberammergau, bowiem te miejscowości posiadały już odpowiednie skocznie i miały doświadczenie w organizowaniu zawodów narciarskich. Ostatecznie jednak, ze względów finansowych, zdecydowali się wskazać Oberstdorf.
We wrześniu 1952 r. w Garmisch-Partenkirchen podpisano porozumienie o wspólnej organizacji imprezy o nazwie „Niemiecko-Austriacki Turniej Skoczków” (oryg. „Deutsch-Österreichische Springertournee“), odbywającej się corocznie na przełomie grudnia i stycznia, a ostateczną umowę w tej sprawie sygnowano 14 grudnia 1952 w Posthotelu w tym samym mieście.

## Nowatorskie rozwiązania

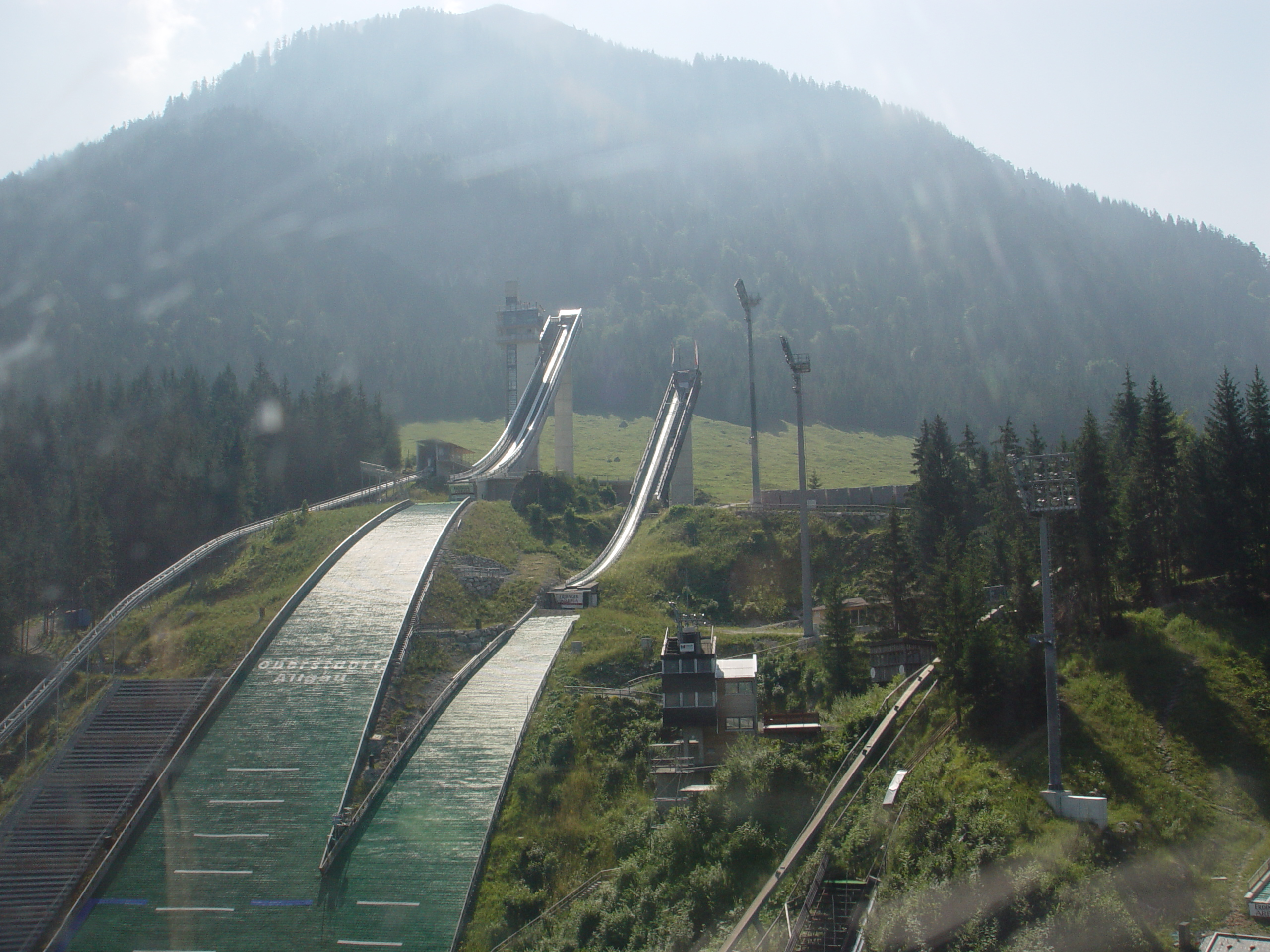
Kompleks skoczni w Oberstdorfie (Bawaria), na północno-zachodnim zboczu góry Schattenberg

Podczas Turnieju wprowadzane są nowatorskie rozwiązania techniczne, np. system chłodzący tory najazdowe na skoczni Schattenbergschanze w Oberstdorfie (zamrażający rozbieg w przypadku odwilży), a od 61. edycji sztuczne tory najazdowe ze zintegrowanym układem chłodzenia (bez potrzeby wykorzystywania śniegu czy lodu z zewnątrz).
W trakcie 62. edycji zastosowano ledowe podświetlanie belki startowej, sygnalizujące zmianą koloru możliwość oddania skoku przez zawodnika. Kolejną innowacją podczas tego Turnieju była laserowa linia (widoczna na zeskoku zarówno dla kibiców, jak i skoczków), wyznaczająca przybliżoną odległość, jaką zawodnik musi pokonać, aby objąć prowadzenie.
W czasie 66. edycji wprowadzono szczegółowe analizy wyjścia skoczków z progu. Producenci sygnału telewizyjnego zamontowali w okolicach progu osiem specjalistycznych kamer, dzięki którym widzowie mogli zobaczyć o ile centymetrów zawodnicy byli oddaleni od wyznaczonego idealnego punktu odbicia (o ile je spóźnili lub przyspieszyli).
Inną nowinką technologiczną, przypominającą pudełko z pastą do butów, był ważący 30,7 g zasobnik z chipem, montowany tuż za wiązaniami nart. Nowy sprzęt, zastosowany po raz pierwszy 29 grudnia 2017 podczas sesji kwalifikacyjnej w Oberstdorfie, był w stanie odnotować m.in. prędkość odbicia skoczka na progu – zarówno w pionie, jak i poziomie, rozkład prędkości w różnych etapach lotu oraz kąty ułożenia nart zawodnika w locie. Wcześniej z tak dokładnych danych mogli korzystać wyłącznie niemieccy skoczkowie w Instytucie Stosowanych Nauk Treningowych w Lipsku. Następnie w jej posiadanie weszły również inne drużyny narodowe, dzięki systemowi stworzonemu przez współpracującą z FIS firmą Swiss Timing.

## Podium klasyfikacji generalnej TCS chronologicznie

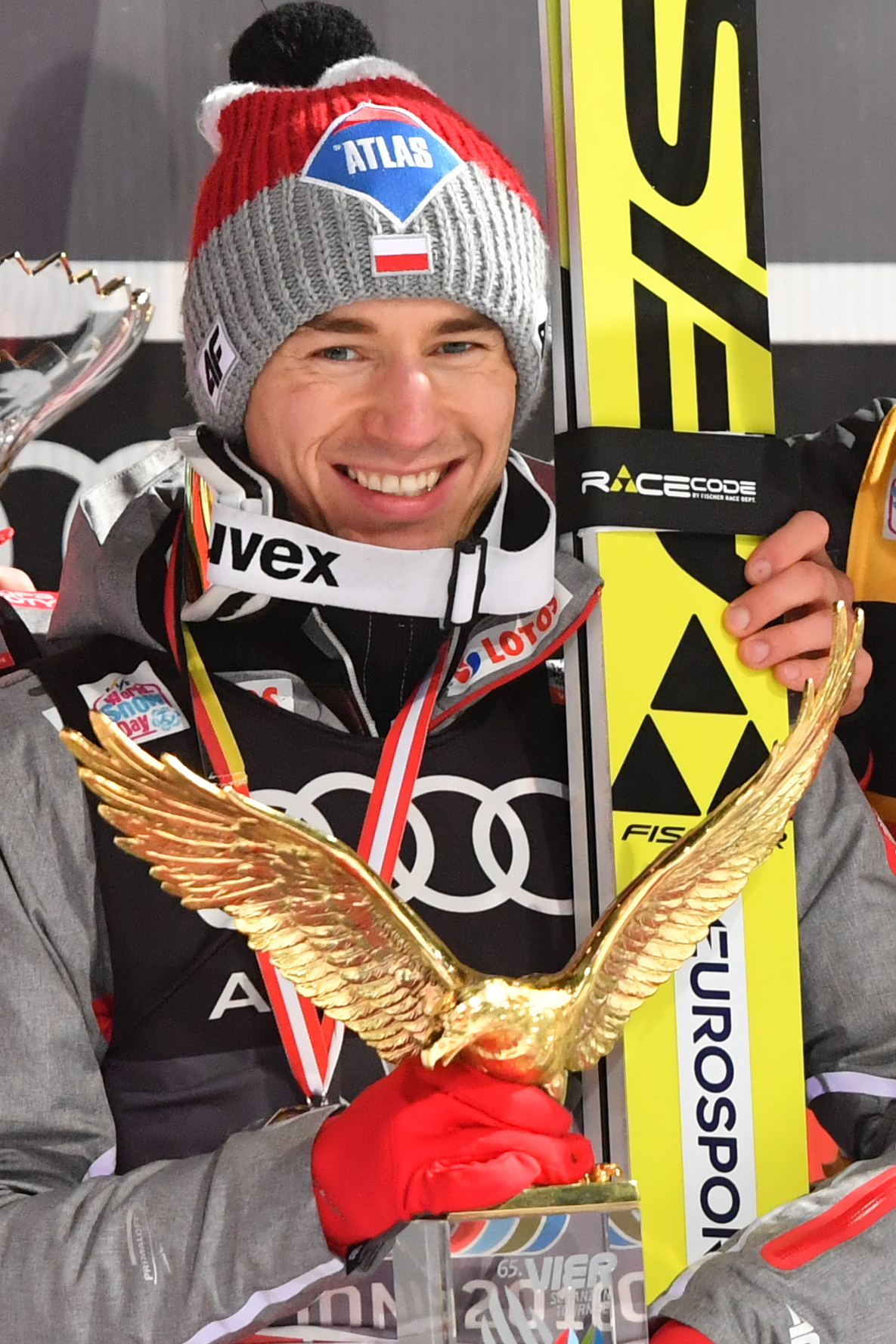
Kamil Stoch – trzykrotny triumfator TCS (2017, 2018, 2021), zwycięzca 5 pojedynczych konkursów z rzędu; na zdjęciu ze statuetką Złotego Orła na kryształowym cokole – nagrodą za triumf w klasyfikacji generalnej Turnieju

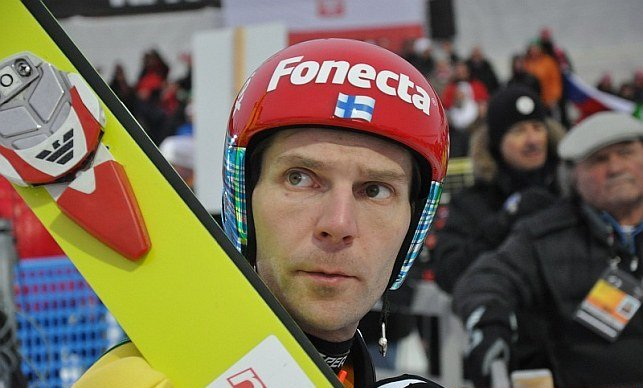
Janne Ahonen – jedyny skoczek w historii, który wygrał pięć edycji TCS (1999, 2003, 2005, 2006, 2008), zwycięzca 9 pojedynczych konkursów

| Edycja | Sezon     | 1. miejsce               | 2. miejsce                  | 3. miejsce               |
| ------ | --------- | ------------------------ | --------------------------- | ------------------------ |
| 1      | 1953      | Josef Bradl              | Halvor Næs                  | Asgeir Dølplads          |
| 2      | 1953/1954 | Olaf B. Bjørnstad        | Eino Kirjonen               | Josef Bradl              |
| 3      | 1954/1955 | Hemmo Silvennoinen       | Eino Kirjonen               | Aulis Kallakorpi         |
| 4      | 1955/1956 | Nikołaj Kamienski        | Josef Bradl                 | Nikołaj Szamow           |
| 5      | 1956/1957 | Pentti Uotinen           | Eino Kirjonen               | Max Bolkart              |
| 6      | 1957/1958 | Helmut Recknagel         | Nikołaj Szamow              | Nikołaj Kamienski        |
| 7      | 1958/1959 | Helmut Recknagel         | Walter Habersatter          | Arne Hoel                |
| 8      | 1959/1960 | Max Bolkart              | Albin Plank                 | Otto Leodolter           |
| 9      | 1960/1961 | Helmut Recknagel         | Otto Leodolter              | Kalevi Kärkinen          |
| 10     | 1961/1962 | Eino Kirjonen            | Willi Egger                 | Hemmo Silvennoinen       |
| 11     | 1962/1963 | Toralf Engan             | Torbjørn Yggeseth           | Max Bolkart              |
| 12     | 1963/1964 | Veikko Kankkonen         | Torbjørn Yggeseth           | Baldur Preiml            |
| 13     | 1964/1965 | Torgeir Brandtzæg        | Bjørn Wirkola               | Dalibor Motejlek         |
| 14     | 1965/1966 | Veikko Kankkonen         | Dieter Neuendorf            | Bjørn Wirkola            |
| 15     | 1966/1967 | Bjørn Wirkola            | Sepp Lichtenegger           | Dieter Neuendorf         |
| 16     | 1967/1968 | Bjørn Wirkola            | Jiří Raška                  | Dieter Neuendorf         |
| 17     | 1968/1969 | Bjørn Wirkola            | Jiří Raška                  | Zbyněk Hubač             |
| 18     | 1969/1970 | Horst Queck              | Bjørn Wirkola               | Garij Napałkow           |
| 19     | 1970/1971 | Jiří Raška               | Ingolf Mork                 | Zbyněk Hubač             |
| 20     | 1971/1972 | Ingolf Mork              | Henry Glaß                  | Tauno Käyhkö             |
| 21     | 1972/1973 | Rainer Schmidt           | Hans-Georg Aschenbach       | Siergiej Boczkow         |
| 22     | 1973/1974 | Hans-Georg Aschenbach    | Walter Steiner              | Bernd Eckstein           |
| 23     | 1974/1975 | Willi Pürstl             | Edi Federer                 | Karl Schnabl             |
| 24     | 1975/1976 | Jochen Danneberg         | Karl Schnabl                | Reinhold Bachler         |
| 25     | 1976/1977 | Jochen Danneberg         | Walter Steiner              | Henry Glaß               |
| 26     | 1977/1978 | Kari Ylianttila          | Matthias Buse               | Martin Weber             |
| 27     | 1978/1979 | Pentti Kokkonen          | Hansjörg Sumi               | Jochen Danneberg         |
| 28     | 1979/1980 | Hubert Neuper            | Henry Glaß                  | Martin Weber             |
| 29     | 1980/1981 | Hubert Neuper            | Armin Kogler                | Jari Puikkonen           |
| 30     | 1981/1982 | Manfred Deckert          | Roger Ruud                  | Per Bergerud             |
| 31     | 1982/1983 | Matti Nykänen            | Jens Weißflog               | Horst Bulau              |
| 32     | 1983/1984 | Jens Weißflog            | Klaus Ostwald               | Matti Nykänen            |
| 33     | 1984/1985 | Jens Weißflog            | Matti Nykänen               | Klaus Ostwald            |
| 34     | 1985/1986 | Ernst Vettori            | Franz Neuländtner           | Jari Puikkonen           |
| 35     | 1986/1987 | Ernst Vettori            | Vegard Opaas                | Ulf Findeisen            |
| 36     | 1987/1988 | Matti Nykänen            | Jens Weißflog               | Jiří Parma               |
| 37     | 1988/1989 | Risto Laakkonen          | Matti Nykänen Jens Weißflog | –                        |
| 38     | 1989/1990 | Dieter Thoma             | František Jež               | Jens Weißflog            |
| 39     | 1990/1991 | Jens Weißflog            | Andreas Felder              | Dieter Thoma             |
| 40     | 1991/1992 | Toni Nieminen            | Martin Höllwarth            | Werner Rathmayr          |
| 41     | 1992/1993 | Andreas Goldberger       | Noriaki Kasai               | Jaroslav Sakala          |
| 42     | 1993/1994 | Espen Bredesen           | Jens Weißflog               | Andreas Goldberger       |
| 43     | 1994/1995 | Andreas Goldberger       | Kazuyoshi Funaki            | Janne Ahonen             |
| 44     | 1995/1996 | Jens Weißflog            | Ari-Pekka Nikkola           | Reinhard Schwarzenberger |
| 45     | 1996/1997 | Primož Peterka           | Andreas Goldberger          | Dieter Thoma             |
| 46     | 1997/1998 | Kazuyoshi Funaki         | Sven Hannawald              | Janne Ahonen             |
| 47     | 1998/1999 | Janne Ahonen             | Noriaki Kasai               | Hideharu Miyahira        |
| 48     | 1999/2000 | Andreas Widhölzl         | Janne Ahonen                | Martin Schmitt           |
| 49     | 2000/2001 | Adam Małysz              | Janne Ahonen                | Martin Schmitt           |
| 50     | 2001/2002 | Sven Hannawald           | Matti Hautamäki             | Martin Höllwarth         |
| 51     | 2002/2003 | Janne Ahonen             | Sven Hannawald              | Adam Małysz              |
| 52     | 2003/2004 | Sigurd Pettersen         | Martin Höllwarth            | Peter Žonta              |
| 53     | 2004/2005 | Janne Ahonen             | Martin Höllwarth            | Thomas Morgenstern       |
| 54     | 2005/2006 | Janne Ahonen Jakub Janda | –                           | Roar Ljøkelsøy           |
| 55     | 2006/2007 | Anders Jacobsen          | Gregor Schlierenzauer       | Simon Ammann             |
| 56     | 2007/2008 | Janne Ahonen             | Thomas Morgenstern          | Michael Neumayer         |
| 57     | 2008/2009 | Wolfgang Loitzl          | Simon Ammann                | Gregor Schlierenzauer    |
| 58     | 2009/2010 | Andreas Kofler           | Janne Ahonen                | Wolfgang Loitzl          |
| 59     | 2010/2011 | Thomas Morgenstern       | Simon Ammann                | Tom Hilde                |
| 60     | 2011/2012 | Gregor Schlierenzauer    | Thomas Morgenstern          | Andreas Kofler           |
| 61     | 2012/2013 | Gregor Schlierenzauer    | Anders Jacobsen             | Tom Hilde                |
| 62     | 2013/2014 | Thomas Diethart          | Thomas Morgenstern          | Simon Ammann             |
| 63     | 2014/2015 | Stefan Kraft             | Michael Hayböck             | Peter Prevc              |
| 64     | 2015/2016 | Peter Prevc              | Severin Freund              | Michael Hayböck          |
| 65     | 2016/2017 | Kamil Stoch              | Piotr Żyła                  | Daniel-André Tande       |
| 66     | 2017/2018 | Kamil Stoch              | Andreas Wellinger           | Anders Fannemel          |
| 67     | 2018/2019 | Ryōyū Kobayashi          | Markus Eisenbichler         | Stephan Leyhe            |
| 68     | 2019/2020 | Dawid Kubacki            | Marius Lindvik              | Karl Geiger              |
| 69     | 2020/2021 | Kamil Stoch              | Karl Geiger                 | Dawid Kubacki            |
| 70     | 2021/2022 | Ryōyū Kobayashi          | Marius Lindvik              | Halvor Egner Granerud    |
| 71     | 2022/2023 | Halvor Egner Granerud    | Dawid Kubacki               | Anže Lanišek             |
| 72     | 2023/2024 | Ryōyū Kobayashi          | Andreas Wellinger           | Stefan Kraft             |
| 73     | 2024/2025 | Daniel Tschofenig        | Jan Hörl                    | Stefan Kraft             |

## Podium klasyfikacji generalnej TCS sumarycznie
| Msc. | Imię i nazwisko       | Państwo    | 1. miejsce | 2. miejsce | 3. miejsce |
| ---- | --------------------- | ---------- | ---------- | ---------- | ---------- |
| 1.   | Janne Ahonen          | Finlandia  | 5          | 3          | 2          |
| 2.   | Jens Weißflog         | /          | 4          | 4          | 1          |
| 3.   | Bjørn Wirkola         | Norwegia   | 3          | 2          | 1          |
| 4.   | Kamil Stoch           | Polska     | 3          | 0          | 0          |
| 4.   | Helmut Recknagel      |            | 3          | 0          | 0          |
| 4.   | Ryōyū Kobayashi       | Japonia    | 3          | 0          | 0          |
| 7.   | Matti Nykänen         | Finlandia  | 2          | 2          | 1          |
| 8.   | Andreas Goldberger    | Austria    | 2          | 1          | 1          |
| 8.   | Gregor Schlierenzauer | Austria    | 2          | 1          | 1          |
| 10.  | Jochen Danneberg      |            | 2          | 0          | 1          |
| 11.  | Veikko Kankkonen      | Finlandia  | 2          | 0          | 0          |
| 11.  | Hubert Neuper         | Austria    | 2          | 0          | 0          |
| 11.  | Ernst Vettori         | Austria    | 2          | 0          | 0          |
| 14.  | Thomas Morgenstern    | Austria    | 1          | 3          | 1          |
| 15.  | Eino Kirjonen         | Finlandia  | 1          | 3          | 0          |
| 16.  | Sven Hannawald        | Niemcy     | 1          | 2          | 0          |
| 16.  | Jiří Raška            | Czechy     | 1          | 2          | 0          |
| 18.  | Josef Bradl           | Austria    | 1          | 1          | 1          |
| 18.  | Dawid Kubacki         | Polska     | 1          | 1          | 1          |
| 20.  | Ingolf Mork           | Norwegia   | 1          | 1          | 0          |
| 20.  | Hans-Georg Aschenbach |            | 1          | 1          | 0          |
| 20.  | Kazuyoshi Funaki      | Japonia    | 1          | 1          | 0          |
| 20.  | Anders Jacobsen       | Norwegia   | 1          | 1          | 0          |
| 24.  | Max Bolkart           |            | 1          | 0          | 2          |
| 24.  | Dieter Thoma          | Niemcy     | 1          | 0          | 2          |
| 24.  | Stefan Kraft          | Austria    | 1          | 0          | 2          |
| 27.  | Adam Małysz           | Polska     | 1          | 0          | 1          |
| 27.  | Hemmo Silvennoinen    | Finlandia  | 1          | 0          | 1          |
| 27.  | Nikołaj Kamienski     |            | 1          | 0          | 1          |
| 27.  | Wolfgang Loitzl       | Austria    | 1          | 0          | 1          |
| 27.  | Andreas Kofler        | Austria    | 1          | 0          | 1          |
| 27.  | Peter Prevc           | Słowenia   | 1          | 0          | 1          |
| 27.  | Halvor Egner Granerud | Norwegia   | 1          | 0          | 1          |
| 34.  | Olaf B. Bjørnstad     | Norwegia   | 1          | 0          | 0          |
| 34.  | Pentti Uotinen        | Finlandia  | 1          | 0          | 0          |
| 34.  | Toralf Engan          | Norwegia   | 1          | 0          | 0          |
| 34.  | Torgeir Brandtzæg     | Norwegia   | 1          | 0          | 0          |
| 34.  | Horst Queck           |            | 1          | 0          | 0          |
| 34.  | Rainer Schmidt        |            | 1          | 0          | 0          |
| 34.  | Willi Pürstl          | Austria    | 1          | 0          | 0          |
| 34.  | Kari Ylianttila       | Finlandia  | 1          | 0          | 0          |
| 34.  | Pentti Kokkonen       | Finlandia  | 1          | 0          | 0          |
| 34.  | Manfred Deckert       |            | 1          | 0          | 0          |
| 34.  | Risto Laakkonen       | Finlandia  | 1          | 0          | 0          |
| 34.  | Espen Bredesen        | Norwegia   | 1          | 0          | 0          |
| 34.  | Primož Peterka        | Słowenia   | 1          | 0          | 0          |
| 34.  | Andreas Widhölzl      | Austria    | 1          | 0          | 0          |
| 34.  | Sigurd Pettersen      | Norwegia   | 1          | 0          | 0          |
| 34.  | Jakub Janda           | Czechy     | 1          | 0          | 0          |
| 34.  | Toni Nieminen         | Finlandia  | 1          | 0          | 0          |
| 34.  | Thomas Diethart       | Austria    | 1          | 0          | 0          |
| 34.  | Daniel Tschofenig     | Austria    | 1          | 0          | 0          |
| 53.  | Martin Höllwarth      | Austria    | 0          | 3          | 1          |
| 54.  | Simon Ammann          | Szwajcaria | 0          | 2          | 2          |
| 55.  | Henry Glaß            |            | 0          | 2          | 1          |
| 56.  | Walter Steiner        | Szwajcaria | 0          | 2          | 0          |
| 56.  | Torbjørn Yggeseth     | Norwegia   | 0          | 2          | 0          |
| 56.  | Noriaki Kasai         | Japonia    | 0          | 2          | 0          |
| 56.  | Marius Lindvik        | Norwegia   | 0          | 2          | 0          |
| 56.  | Andreas Wellinger     | Niemcy     | 0          | 2          | 0          |
| 61.  | Dieter Neuendorf      |            | 0          | 1          | 2          |

| Msc. | Imię i nazwisko          | Państwo    | 1. miejsce | 2. miejsce | 3. miejsce |
| ---- | ------------------------ | ---------- | ---------- | ---------- | ---------- |
| 62.  | Nikołaj Szamow           |            | 0          | 1          | 1          |
| 62.  | Otto Leodolter           | Austria    | 0          | 1          | 1          |
| 62.  | Karl Schnabl             | Austria    | 0          | 1          | 1          |
| 62.  | Klaus Ostwald            |            | 0          | 1          | 1          |
| 62.  | Michael Hayböck          | Austria    | 0          | 1          | 1          |
| 62.  | Karl Geiger              | Niemcy     | 0          | 1          | 1          |
| 68.  | Piotr Żyła               | Polska     | 0          | 1          | 0          |
| 68.  | Halvor Næs               | Norwegia   | 0          | 1          | 0          |
| 68.  | Walter Habersatter       | Austria    | 0          | 1          | 0          |
| 68.  | Albin Plank              | Austria    | 0          | 1          | 0          |
| 68.  | Willi Egger              | Austria    | 0          | 1          | 0          |
| 68.  | Sepp Lichtenegger        | Austria    | 0          | 1          | 0          |
| 68.  | Edi Federer              | Austria    | 0          | 1          | 0          |
| 68.  | Matthias Buse            |            | 0          | 1          | 0          |
| 68.  | Hansjörg Sumi            | Szwajcaria | 0          | 1          | 0          |
| 68.  | Armin Kogler             | Austria    | 0          | 1          | 0          |
| 68.  | Roger Ruud               | Norwegia   | 0          | 1          | 0          |
| 68.  | Franz Neuländtner        | Austria    | 0          | 1          | 0          |
| 68.  | Vegard Opaas             | Norwegia   | 0          | 1          | 0          |
| 68.  | František Jež            | Czechy     | 0          | 1          | 0          |
| 68.  | Andreas Felder           | Austria    | 0          | 1          | 0          |
| 68.  | Ari-Pekka Nikkola        | Finlandia  | 0          | 1          | 0          |
| 68.  | Matti Hautamäki          | Finlandia  | 0          | 1          | 0          |
| 68.  | Severin Freund           | Niemcy     | 0          | 1          | 0          |
| 68.  | Markus Eisenbichler      | Niemcy     | 0          | 1          | 0          |
| 68.  | Jan Hörl                 | Austria    | 0          | 1          | 0          |
| 88.  | Martin Weber             |            | 0          | 0          | 2          |
| 88.  | Jari Puikkonen           | Finlandia  | 0          | 0          | 2          |
| 88.  | Martin Schmitt           | Niemcy     | 0          | 0          | 2          |
| 88.  | Zbyněk Hubač             | Czechy     | 0          | 0          | 2          |
| 88.  | Tom Hilde                | Norwegia   | 0          | 0          | 2          |
| 93.  | Asgeir Dølplads          | Norwegia   | 0          | 0          | 1          |
| 93.  | Aulis Kallakorpi         | Finlandia  | 0          | 0          | 1          |
| 93.  | Arne Hoel                | Norwegia   | 0          | 0          | 1          |
| 93.  | Kalevi Kärkinen          | Finlandia  | 0          | 0          | 1          |
| 93.  | Baldur Preiml            | Austria    | 0          | 0          | 1          |
| 93.  | Dalibor Motejlek         | Czechy     | 0          | 0          | 1          |
| 93.  | Garij Napałkow           |            | 0          | 0          | 1          |
| 93.  | Tauno Käyhkö             | Finlandia  | 0          | 0          | 1          |
| 93.  | Siergiej Boczkow         |            | 0          | 0          | 1          |
| 93.  | Jiří Parma               | Czechy     | 0          | 0          | 1          |
| 93.  | Werner Rathmayr          | Austria    | 0          | 0          | 1          |
| 93.  | Bernd Eckstein           |            | 0          | 0          | 1          |
| 93.  | Reinhold Bachler         | Austria    | 0          | 0          | 1          |
| 93.  | Per Bergerud             | Norwegia   | 0          | 0          | 1          |
| 93.  | Horst Bulau              | Kanada     | 0          | 0          | 1          |
| 93.  | Ulf Findeisen            |            | 0          | 0          | 1          |
| 93.  | Jaroslav Sakala          | Czechy     | 0          | 0          | 1          |
| 93.  | Reinhard Schwarzenberger | Austria    | 0          | 0          | 1          |
| 93.  | Hideharu Miyahira        | Japonia    | 0          | 0          | 1          |
| 93.  | Peter Žonta              | Słowenia   | 0          | 0          | 1          |
| 93.  | Roar Ljøkelsøy           | Norwegia   | 0          | 0          | 1          |
| 93.  | Michael Neumayer         | Niemcy     | 0          | 0          | 1          |
| 93.  | Daniel-André Tande       | Norwegia   | 0          | 0          | 1          |
| 93.  | Anders Fannemel          | Norwegia   | 0          | 0          | 1          |
| 93.  | Stephan Leyhe            | Niemcy     | 0          | 0          | 1          |
| 93.  | Anže Lanišek             | Słowenia   | 0          | 0          | 1          |

## Zwycięzcy poszczególnych konkursów
| Edycja | Sezon     | Oberstdorf                        | Garmisch-Partenkirchen           | Innsbruck                 | Bischofshofen                     | Triumfator TCS           |
| ------ | --------- | --------------------------------- | -------------------------------- | ------------------------- | --------------------------------- | ------------------------ |
| 1      | 1953      | Erling Kroken                     | Asgeir Dølplads                  | Josef Bradl               | Halvor Næs                        | Josef Bradl              |
| 2      | 1953/1954 | Olaf B. Bjørnstad                 | Olaf B. Bjørnstad                | Olaf B. Bjørnstad         | Josef Bradl                       | Olaf B. Bjørnstad        |
| 3      | 1954/1955 | Aulis Kallakorpi                  | Aulis Kallakorpi                 | Torbjørn Ruste            | Torbjørn Ruste                    | Hemmo Silvennoinen       |
| 4      | 1955/1956 | Aulis Kallakorpi(2) Eino Kirjonen | Hemmo Silvennoinen               | Koba Cakadze              | Jurij Skworcow                    | Nikołaj Kamienski        |
| 5      | 1956/1957 | Pentti Uotinen                    | Nikołaj Kamienski                | Nikołaj Szamow            | Eino Kirjonen                     | Pentti Uotinen           |
| 6      | 1957/1958 | Nikołaj Kamienski                 | Willi Egger                      | Helmut Recknagel          | Helmut Recknagel                  | Helmut Recknagel         |
| 7      | 1958/1959 | Helmut Recknagel                  | Helmut Recknagel                 | Helmut Recknagel (2)      | Walter Habersatter                | Helmut Recknagel         |
| 8      | 1959/1960 | Max Bolkart                       | Max Bolkart                      | Max Bolkart               | Albin Plank                       | Max Bolkart              |
| 9      | 1960/1961 | Juhani Kärkinen                   | Koba Cakadze                     | Kalevi Kärkinen           | Helmut Recknagel (2)              | Helmut Recknagel         |
| 10     | 1961/1962 | Eino Kirjonen (2)                 | Georg Thoma                      | Willi Egger               | Willi Egger                       | Eino Kirjonen            |
| 11     | 1962/1963 | Toralf Engan                      | Toralf Engan                     | Toralf Engan              | Torbjørn Yggeseth                 | Toralf Engan             |
| 12     | 1963/1964 | Torbjørn Yggeseth                 | Veikko Kankkonen                 | Veikko Kankkonen          | Baldur Preiml                     | Veikko Kankkonen         |
| 13     | 1964/1965 | Torgeir Brandtzæg                 | Erkki Pukka                      | Torgeir Brandtzæg         | Bjørn Wirkola                     | Torgeir Brandtzæg        |
| 14     | 1965/1966 | Veikko Kankkonen                  | Paavo Lukkariniemi               | Dieter Neuendorf          | Veikko Kankkonen                  | Veikko Kankkonen         |
| 15     | 1966/1967 | Dieter Neuendorf                  | Bjørn Wirkola                    | Bjørn Wirkola             | Bjørn Wirkola (2)                 | Bjørn Wirkola            |
| 16     | 1967/1968 | Dieter Neuendorf (2)              | Bjørn Wirkola (2)                | Garij Napałkow            | Jiří Raška                        | Bjørn Wirkola            |
| 17     | 1968/1969 | Bjørn Wirkola                     | Bjørn Wirkola (3)                | Bjørn Wirkola (2)         | Jiří Raška (2)                    | Bjørn Wirkola            |
| 18     | 1969/1970 | Garij Napałkow                    | Jiří Raška                       | Bjørn Wirkola (3)         | Jiří Raška (3)                    | Horst Queck              |
| 19     | 1970/1971 | Ingolf Mork                       | Ingolf Mork                      | Zbyněk Hubač              | Ingolf Mork                       | Jiří Raška               |
| 20     | 1971/1972 | Yukio Kasaya                      | Yukio Kasaya                     | Yukio Kasaya              | Bjørn Wirkola (3)                 | Ingolf Mork              |
| 21     | 1972/1973 | Rainer Schmidt                    | Rainer Schmidt                   | Siergiej Boczkow          | Rudolf Höhnl                      | Rainer Schmidt           |
| 22     | 1973/1974 | Hans-Georg Aschenbach             | Walter Steiner                   | Hans-Georg Aschenbach     | Bernd Eckstein                    | Hans-Georg Aschenbach    |
| 23     | 1974/1975 | Willi Pürstl                      | Karl Schnabl                     | Karl Schnabl              | Karl Schnabl                      | Willi Pürstl             |
| 24     | 1975/1976 | Toni Innauer                      | Toni Innauer                     | Jochen Danneberg          | Toni Innauer                      | Jochen Danneberg         |
| 25     | 1976/1977 | Toni Innauer (2)                  | Jochen Danneberg                 | Henry Glaß                | Walter Steiner                    | Jochen Danneberg         |
| 26     | 1977/1978 | Matthias Buse                     | Jochen Danneberg (2)             | Per Bergerud              | Kari Ylianttila                   | Kari Ylianttila          |
| 27     | 1978/1979 | Jurij Iwanow                      | Josef Samek                      | Pentti Kokkonen           | Pentti Kokkonen                   | Pentti Kokkonen          |
| 28     | 1979/1980 | Jochen Danneberg                  | Hubert Neuper                    | Hubert Neuper             | Martin Weber                      | Hubert Neuper            |
| 29     | 1980/1981 | Hubert Neuper                     | Horst Bulau                      | Jari Puikkonen            | Armin Kogler                      | Hubert Neuper            |
| 30     | 1981/1982 | Matti Nykänen                     | Roger Ruud                       | Manfred Deckert           | Hubert Neuper                     | Manfred Deckert          |
| 31     | 1982/1983 | Horst Bulau                       | Armin Kogler                     | Matti Nykänen             | Jens Weißflog                     | Matti Nykänen            |
| 32     | 1983/1984 | Klaus Ostwald                     | Jens Weißflog                    | Jens Weißflog             | Jens Weißflog (2)                 | Jens Weißflog            |
| 33     | 1984/1985 | Ernst Vettori                     | Jens Weißflog (2)                | Matti Nykänen (2)         | Hroar Stjernen                    | Jens Weißflog            |
| 34     | 1985/1986 | Pekka Suorsa                      | Pavel Ploc                       | Jari Puikkonen            | Ernst Vettori                     | Ernst Vettori            |
| 35     | 1986/1987 | Vegard Opaas                      | Andreas Bauer                    | Primož Ulaga              | Tuomo Ylipulli                    | Ernst Vettori            |
| 36     | 1987/1988 | Pavel Ploc                        | Matti Nykänen                    | Matti Nykänen (3)         | Matti Nykänen                     | Matti Nykänen            |
| 37     | 1988/1989 | Dieter Thoma                      | Matti Nykänen (2)                | Jan Boklöv                | Mike Holland                      | Risto Laakkonen          |
| 38     | 1989/1990 | Dieter Thoma (2)                  | Jens Weißflog (3)                | Ari-Pekka Nikkola         | František Jež                     | Dieter Thoma             |
| 39     | 1990/1991 | Jens Weißflog                     | Andreas Felder Jens Weißflog (4) | Ari-Pekka Nikkola (2)     | Andreas Felder                    | Jens Weißflog            |
| 40     | 1991/1992 | Toni Nieminen                     | Andreas Felder (2)               | Toni Nieminen             | Toni Nieminen                     | Toni Nieminen            |
| 41     | 1992/1993 | Christof Duffner                  | Noriaki Kasai                    | Andreas Goldberger        | Andreas Goldberger                | Andreas Goldberger       |
| 42     | 1993/1994 | Jens Weißflog (2)                 | Espen Bredesen                   | Andreas Goldberger (2)    | Espen Bredesen                    | Espen Bredesen           |
| 43     | 1994/1995 | Reinhard Schwarzenberger          | Janne Ahonen                     | Kazuyoshi Funaki          | Andreas Goldberger (2)            | Andreas Goldberger       |
| 44     | 1995/1996 | Mika Laitinen                     | Reinhard Schwarzenberger         | Andreas Goldberger (3)    | Jens Weißflog (3)                 | Jens Weißflog            |
| 45     | 1996/1997 | Dieter Thoma (3)                  | Primož Peterka                   | Kazuyoshi Funaki (2)      | Dieter Thoma                      | Primož Peterka           |
| 46     | 1997/1998 | Kazuyoshi Funaki                  | Kazuyoshi Funaki                 | Kazuyoshi Funaki (3)      | Sven Hannawald                    | Kazuyoshi Funaki         |
| 47     | 1998/1999 | Martin Schmitt                    | Martin Schmitt                   | Noriaki Kasai             | Andreas Widhölzl                  | Janne Ahonen             |
| 48     | 1999/2000 | Martin Schmitt (2)                | Andreas Widhölzl                 | Andreas Widhölzl          | Andreas Widhölzl (2)              | Andreas Widhölzl         |
| 49     | 2000/2001 | Martin Schmitt (3)                | Noriaki Kasai (2)                | Adam Małysz               | Adam Małysz                       | Adam Małysz              |
| 50     | 2001/2002 | Sven Hannawald                    | Sven Hannawald                   | Sven Hannawald            | Sven Hannawald (2)                | Sven Hannawald           |
| 51     | 2002/2003 | Sven Hannawald (2)                | Primož Peterka (2)               | Janne Ahonen              | Bjørn Einar Romøren               | Janne Ahonen             |
| 52     | 2003/2004 | Sigurd Pettersen                  | Sigurd Pettersen                 | Peter Žonta               | Sigurd Pettersen                  | Sigurd Pettersen         |
| 53     | 2004/2005 | Janne Ahonen                      | Janne Ahonen (2)                 | Janne Ahonen (2)          | Martin Höllwarth                  | Janne Ahonen             |
| 54     | 2005/2006 | Janne Ahonen (2)                  | Jakub Janda                      | Lars Bystøl               | Janne Ahonen                      | Janne Ahonen Jakub Janda |
| 55     | 2006/2007 | Gregor Schlierenzauer             | Andreas Küttel                   | Anders Jacobsen           | Gregor Schlierenzauer             | Anders Jacobsen          |
| 56     | 2007/2008 | Thomas Morgenstern                | Gregor Schlierenzauer            | –                         | Janne Ahonen (2) Janne Ahonen (3) | Janne Ahonen             |
| 57     | 2008/2009 | Simon Ammann                      | Wolfgang Loitzl                  | Wolfgang Loitzl           | Wolfgang Loitzl                   | Wolfgang Loitzl          |
| 58     | 2009/2010 | Andreas Kofler                    | Gregor Schlierenzauer (2)        | Gregor Schlierenzauer     | Thomas Morgenstern                | Andreas Kofler           |
| 59     | 2010/2011 | Thomas Morgenstern (2)            | Simon Ammann                     | Thomas Morgenstern        | Tom Hilde                         | Thomas Morgenstern       |
| 60     | 2011/2012 | Gregor Schlierenzauer (2)         | Gregor Schlierenzauer (3)        | Andreas Kofler            | Thomas Morgenstern (2)            | Gregor Schlierenzauer    |
| 61     | 2012/2013 | Anders Jacobsen                   | Anders Jacobsen                  | Gregor Schlierenzauer (2) | Gregor Schlierenzauer (2)         | Gregor Schlierenzauer    |
| 62     | 2013/2014 | Simon Ammann (2)                  | Thomas Diethart                  | Anssi Koivuranta          | Thomas Diethart                   | Thomas Diethart          |
| 63     | 2014/2015 | Stefan Kraft                      | Anders Jacobsen (2)              | Richard Freitag           | Michael Hayböck                   | Stefan Kraft             |
| 64     | 2015/2016 | Severin Freund                    | Peter Prevc                      | Peter Prevc               | Peter Prevc                       | Peter Prevc              |
| 65     | 2016/2017 | Stefan Kraft (2)                  | Daniel-André Tande               | Daniel-André Tande        | Kamil Stoch                       | Kamil Stoch              |
| 66     | 2017/2018 | Kamil Stoch                       | Kamil Stoch                      | Kamil Stoch               | Kamil Stoch (2)                   | Kamil Stoch              |
| 67     | 2018/2019 | Ryōyū Kobayashi                   | Ryōyū Kobayashi                  | Ryōyū Kobayashi           | Ryōyū Kobayashi                   | Ryōyū Kobayashi          |
| 68     | 2019/2020 | Ryōyū Kobayashi (2)               | Marius Lindvik                   | Marius Lindvik            | Dawid Kubacki                     | Dawid Kubacki            |
| 69     | 2020/2021 | Karl Geiger                       | Dawid Kubacki                    | Kamil Stoch (2)           | Kamil Stoch (3)                   | Kamil Stoch              |
| 70     | 2021/2022 | Ryōyū Kobayashi (3)               | Ryōyū Kobayashi (2)              | –                         | Ryōyū Kobayashi (2) Daniel Huber  | Ryōyū Kobayashi          |
| 71     | 2022/2023 | Halvor Egner Granerud             | Halvor Egner Granerud            | Dawid Kubacki             | Halvor Egner Granerud             | Halvor Egner Granerud    |
| 72     | 2023/2024 | Andreas Wellinger                 | Anže Lanišek                     | Jan Hörl                  | Stefan Kraft                      | Ryōyū Kobayashi          |
| 73     | 2024/2025 | Stefan Kraft                      | Daniel Tschofenig                | Stefan Kraft              | Daniel Tschofenig                 | Daniel Tschofenig        |

## Rekordy i statystyki

### Najwięcej zwycięstw w klasyfikacji generalnej TCS

#### Indywidualnie

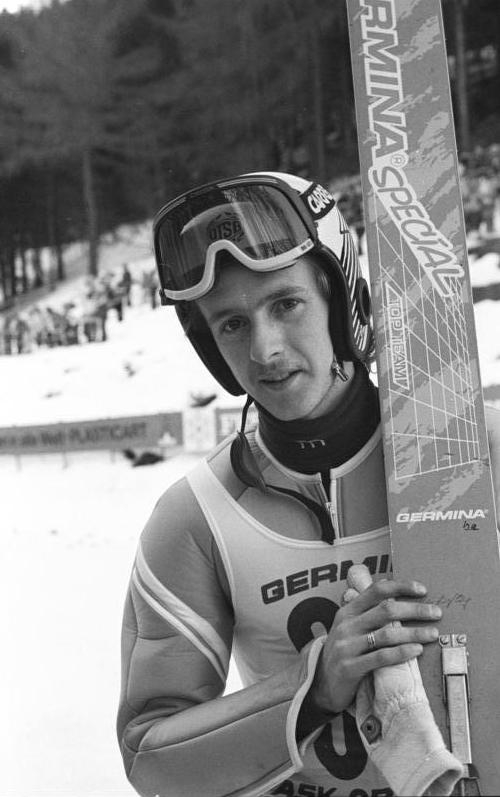
Jens Weißflog – czterokrotny triumfator TCS (1984, 1985, 1991, 1996), zwycięzca 10 pojedynczych konkursów

| Miejsce | Imię i nazwisko       | Państwo   | Liczba | Edycje                       |
| ------- | --------------------- | --------- | ------ | ---------------------------- |
| 1.      | Janne Ahonen          | Finlandia | 5      | 1999, 2003, 2005, 2006, 2008 |
| 2.      | Jens Weißflog         | /         | 4      | 1984, 1985, 1991, 1996       |
| 3.      | Helmut Recknagel      |           | 3      | 1958, 1959, 1961             |
| 3.      | Bjørn Wirkola         | Norwegia  | 3      | 1967, 1968, 1969             |
| 3.      | Kamil Stoch           | Polska    | 3      | 2017, 2018, 2021             |
| 3.      | Ryōyū Kobayashi       | Japonia   | 3      | 2019, 2022, 2024             |
| 7.      | Veikko Kankkonen      | Finlandia | 2      | 1964, 1966                   |
| 7.      | Jochen Danneberg      |           | 2      | 1976, 1977                   |
| 7.      | Hubert Neuper         | Austria   | 2      | 1980, 1981                   |
| 7.      | Matti Nykänen         | Finlandia | 2      | 1983, 1988                   |
| 7.      | Ernst Vettori         | Austria   | 2      | 1986, 1987                   |
| 7.      | Andreas Goldberger    | Austria   | 2      | 1993, 1995                   |
| 7.      | Gregor Schlierenzauer | Austria   | 2      | 2012, 2013                   |

#### Według państw
| Miejsce | Państwo                                      | Liczba | Zwycięzcy |
| ------- | -------------------------------------------- | ------ | --- |
| 1.      | Austria                                      | 17     | Andreas Goldberger (2), Hubert Neuper (2), Gregor Schlierenzauer (2), Ernst Vettori (2), Josef Bradl, Thomas Diethart, Andreas Kofler, Stefan Kraft, Wolfgang Loitzl, Thomas Morgenstern, Willi Pürstl, Daniel Tschofenig, Andreas Widhölzl |
| 2.      | Niemcy · Niemcy Wschodnie · Niemcy Zachodnie | 16     | Jens Weißflog (4), Helmut Recknagel (3), Jochen Danneberg (2), Hans-Georg Aschenbach, Manfred Deckert, Horst Queck, Rainer Schmidt, Max Bolkart, Sven Hannawald, Dieter Thoma                                                               |
| 2.      | Finlandia                                    | 16     | Janne Ahonen (5), Veikko Kankkonen (2), Matti Nykänen (2), Eino Kirjonen, Pentti Kokkonen, Risto Laakkonen, Toni Nieminen, Hemmo Silvennoinen, Pentti Uotinen, Kari Ylianttila                                                              |
| 4.      | Norwegia                                     | 11     | Bjørn Wirkola (3), Olaf B. Bjørnstad, Torgeir Brandtzæg, Espen Bredesen, Toralf Engan, Halvor Egner Granerud, Anders Jacobsen, Ingolf Mork, Sigurd Pettersen                                                                                |
| 5.      | Polska                                       | 5      | Kamil Stoch (3), Adam Małysz, Dawid Kubacki |
| 6.      | Japonia                                      | 4      | Ryōyū Kobayashi (3), Kazuyoshi Funaki |
| 7.      | Czechy · Czechosłowacja                      | 2      | Jiří Raška, Jakub Janda |
| 7.      | Słowenia                                     | 2      | Primož Peterka, Peter Prevc |
| 9.      | Związek Radziecki                            | 1      | Nikołaj Kamienski |

### Najwięcej wygranych konkursów w TCS

#### Indywidualnie
Stan na 6 stycznia 2025 po konkursie w Bischofshofen .

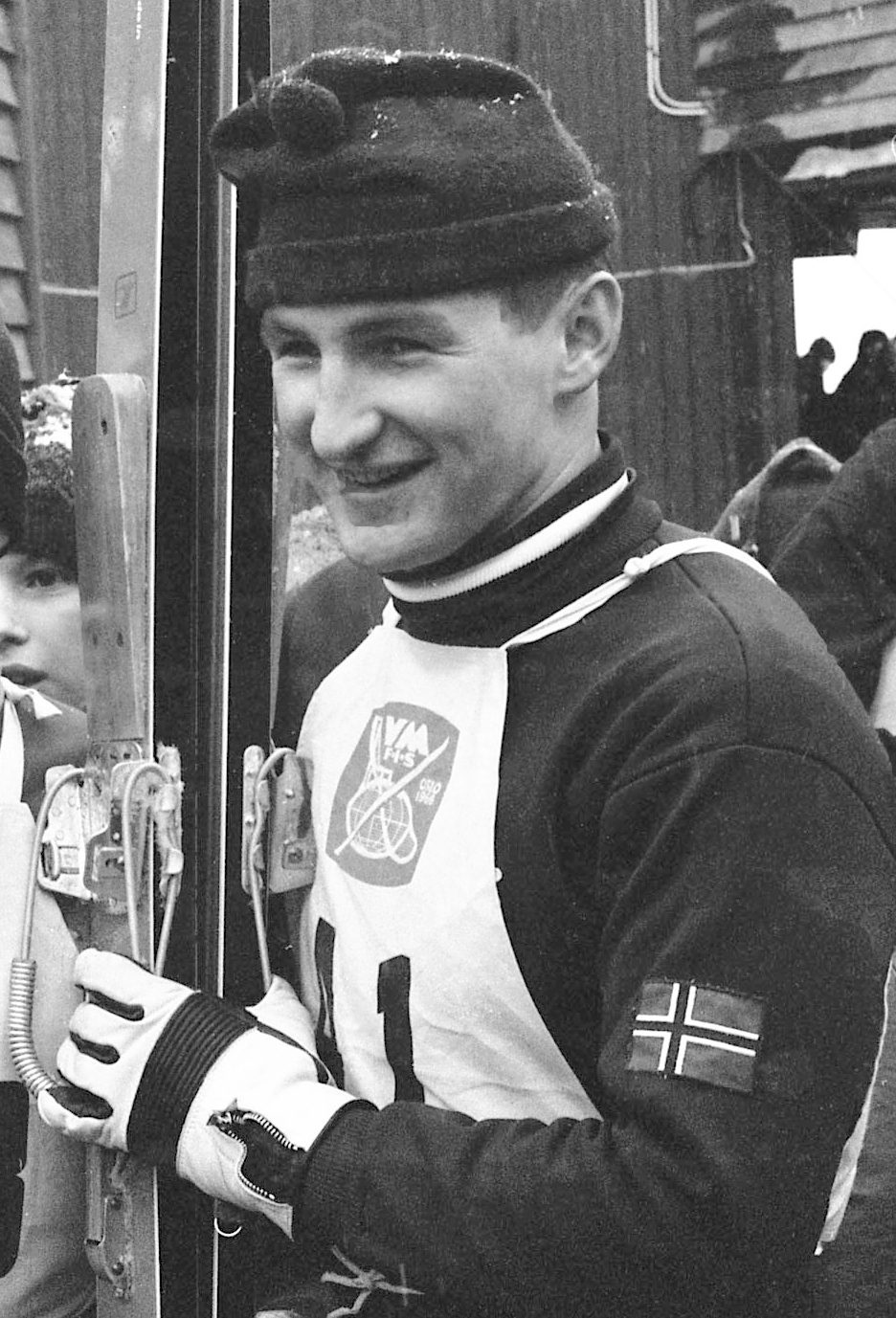
Bjørn Wirkola – triumfator TCS w trzech edycjach z rzędu (1967–69), zwycięzca 10 pojedynczych konkursów

| Miejsce | Imię i nazwisko          | Państwo        | Liczba |
| ------- | ------------------------ | -------------- | ------ |
| 1.      | Jens Weißflog            | /              | 10     |
|         | Bjørn Wirkola            | Norwegia       | 10     |
| 3.      | Janne Ahonen             | Finlandia      | 9      |
|         | Gregor Schlierenzauer    | Austria        | 9      |
| 5.      | Ryōyū Kobayashi          | Japonia        | 8      |
| 6.      | Matti Nykänen            | Finlandia      | 7      |
|         | Kamil Stoch              | Polska         | 7      |
| 8.      | Sven Hannawald           | Niemcy         | 6      |
|         | Helmut Recknagel         |                | 6      |
| 10.     | Kazuyoshi Funaki         | Japonia        | 5      |
|         | Andreas Goldberger       | Austria        | 5      |
|         | Stefan Kraft             | Austria        | 5      |
|         | Thomas Morgenstern       | Austria        | 5      |
| 14.     | Jochen Danneberg         |                | 4      |
|         | Toni Innauer             | Austria        | 4      |
|         | Anders Jacobsen          | Norwegia       | 4      |
|         | Veikko Kankkonen         | Finlandia      | 4      |
|         | Hubert Neuper            | Austria        | 4      |
|         | Jiří Raška               | Czechosłowacja | 4      |
|         | Martin Schmitt           | Niemcy         | 4      |
|         | Dieter Thoma             | Niemcy         | 4      |
|         | Andreas Widhölzl         | Austria        | 4      |
| 23.     | Simon Ammann             | Szwajcaria     | 3      |
|         | Olaf B. Bjørnstad        | Norwegia       | 3      |
|         | Max Bolkart              |                | 3      |
|         | Willi Egger              | Austria        | 3      |
|         | Toralf Engan             | Norwegia       | 3      |
|         | Andreas Felder           | Austria        | 3      |
|         | Aulis Kallakorpi         | Finlandia      | 3      |
|         | Noriaki Kasai            | Japonia        | 3      |
|         | Yukio Kasaya             | Japonia        | 3      |
|         | Eino Kirjonen            | Finlandia      | 3      |
|         | Wolfgang Loitzl          | Austria        | 3      |
|         | Ingolf Mork              | Norwegia       | 3      |
|         | Dieter Neuendorf         |                | 3      |
|         | Toni Nieminen            | Finlandia      | 3      |
|         | Sigurd Pettersen         | Norwegia       | 3      |
|         | Peter Prevc              | Słowenia       | 3      |
|         | Karl Schnabl             | Austria        | 3      |
|         | Dawid Kubacki            | Polska         | 3      |
|         | Halvor Egner Granerud    | Norwegia       | 3      |
| 42.     | Hans-Georg Aschenbach    |                | 2      |
|         | Per Bergerud             | Norwegia       | 2      |
|         | Josef Bradl              | Austria        | 2      |
|         | Torgeir Brandtzæg        | Norwegia       | 2      |
|         | Espen Bredesen           | Norwegia       | 2      |
|         | Horst Bulau              | Kanada         | 2      |
|         | Koba Cakadze             |                | 2      |
|         | Thomas Diethart          | Austria        | 2      |
|         | Nikołaj Kamienski        |                | 2      |
|         | Andreas Kofler           | Austria        | 2      |
|         | Armin Kogler             | Austria        | 2      |
|         | Pentti Kokkonen          | Finlandia      | 2      |
|         | Adam Małysz              | Polska         | 2      |
|         | Garij Napałkow           |                | 2      |
|         | Ari-Pekka Nikkola        | Finlandia      | 2      |
|         | Primož Peterka           | Słowenia       | 2      |
|         | Pavel Ploc               | Czechosłowacja | 2      |
|         | Jari Puikkonen           | Finlandia      | 2      |
|         | Torbjørn Ruste           | Norwegia       | 2      |
|         | Rainer Schmidt           |                | 2      |
|         | Reinhard Schwarzenberger | Austria        | 2      |
|         | Walter Steiner           | Szwajcaria     | 2      |
|         | Daniel-André Tande       | Norwegia       | 2      |
|         | Daniel Tschofenig        | Austria        | 2      |
|         | Ernst Vettori            | Austria        | 2      |
|         | Torbjørn Yggeseth        | Norwegia       | 2      |

| Miejsce | Imię i nazwisko     | Państwo           | Liczba |
| ------- | ------------------- | ----------------- | ------ |
| 68.     | Andreas Bauer       | Niemcy            | 1      |
|         | Jan Boklöv          | Szwecja           | 1      |
|         | Siergiej Boczkow    |                   | 1      |
|         | Matthias Buse       |                   | 1      |
|         | Lars Bystøl         | Norwegia          | 1      |
|         | Manfred Deckert     |                   | 1      |
|         | Asgeir Dølplads     | Norwegia          | 1      |
|         | Christof Duffner    | Niemcy            | 1      |
|         | Bernd Eckstein      |                   | 1      |
|         | Richard Freitag     | Niemcy            | 1      |
|         | Severin Freund      | Niemcy            | 1      |
|         | Harry Glaß          |                   | 1      |
|         | Karl Geiger         | Niemcy            | 1      |
|         | Walter Habersatter  | Austria           | 1      |
|         | Michael Hayböck     | Austria           | 1      |
|         | Jan Hörl            | Austria           | 1      |
|         | Daniel Huber        | Austria           | 1      |
|         | Tom Hilde           | Norwegia          | 1      |
|         | Rudolf Höhnl        | Czechosłowacja    | 1      |
|         | Mike Holland        | Stany Zjednoczone | 1      |
|         | Martin Höllwarth    | Austria           | 1      |
|         | Zbyněk Hubač        | Czechosłowacja    | 1      |
|         | Jurij Iwanow        |                   | 1      |
|         | Jakub Janda         | Czechy            | 1      |
|         | František Jež       | Czechy            | 1      |
|         | Juhani Kärkinen     | Finlandia         | 1      |
|         | Kalevi Kärkinen     | Finlandia         | 1      |
|         | Anssi Koivuranta    | Finlandia         | 1      |
|         | Erling Kroken       | Norwegia          | 1      |
|         | Andreas Küttel      | Szwajcaria        | 1      |
|         | Mika Laitinen       | Finlandia         | 1      |
|         | Anže Lanišek        | Słowenia          | 1      |
|         | Paavo Lukkariniemi  | Finlandia         | 1      |
|         | Halvor Næs          | Norwegia          | 1      |
|         | Vegard Opaas        | Norwegia          | 1      |
|         | Klaus Ostwald       |                   | 1      |
|         | Albin Plank         | Austria           | 1      |
|         | Baldur Preiml       | Austria           | 1      |
|         | Willi Pürstl        | Austria           | 1      |
|         | Erkki Pukka         | Finlandia         | 1      |
|         | Bjørn Einar Romøren | Norwegia          | 1      |
|         | Roger Ruud          | Norwegia          | 1      |
|         | Josef Samek         | Czechosłowacja    | 1      |
|         | Jurij Skworcow      |                   | 1      |
|         | Hroar Stjernen      | Norwegia          | 1      |
|         | Pekka Suorsa        | Finlandia         | 1      |
|         | Georg Thoma         |                   | 1      |
|         | Primož Ulaga        |                   | 1      |
|         | Pentti Uotinen      | Finlandia         | 1      |
|         | Martin Weber        |                   | 1      |
|         | Andreas Wellinger   | Niemcy            | 1      |
|         | Tuomo Ylipulli      | Finlandia         | 1      |
|         | Peter Žonta         | Słowenia          | 1      |

#### Według państw
Stan na 6 stycznia 2025 po konkursie w Bischofshofen .
| Miejsce                  | Państwo                  | Liczba |
| ------------------------ | ------------------------ | ------ |
| 1.                       | Austria                  | 70     |
| 2.                       | Niemcy                   | 57     |
|                          | (w tym Niemcy Wschodnie) | (29)   |
| (w tym Niemcy Zachodnie) | (7)                      |        |
| 3.                       | Norwegia                 | 51     |
| 4.                       | Finlandia                | 45     |
| 5.                       | Japonia                  | 19     |
| 6.                       | Polska                   | 12     |
| 7.                       | Czechy                   | 11     |
|                          | (w tym Czechosłowacja)   | (10)   |
| 8.                       | Związek Radziecki        | 10     |
| 9.                       | Słowenia                 | 8      |
|                          | (w tym Jugosławia)       | (1)    |
| 10.                      | Szwajcaria               | 6      |
| 11.                      | Kanada                   | 2      |
| 12.                      | Stany Zjednoczone        | 1      |
|                          | Szwecja                  | 1      |

### Najwięcej wygranych z rzędu konkursów w TCS

#### Indywidualnie
Stan po zakończeniu 73. Turnieju Czterech Skoczni (2024/2025)

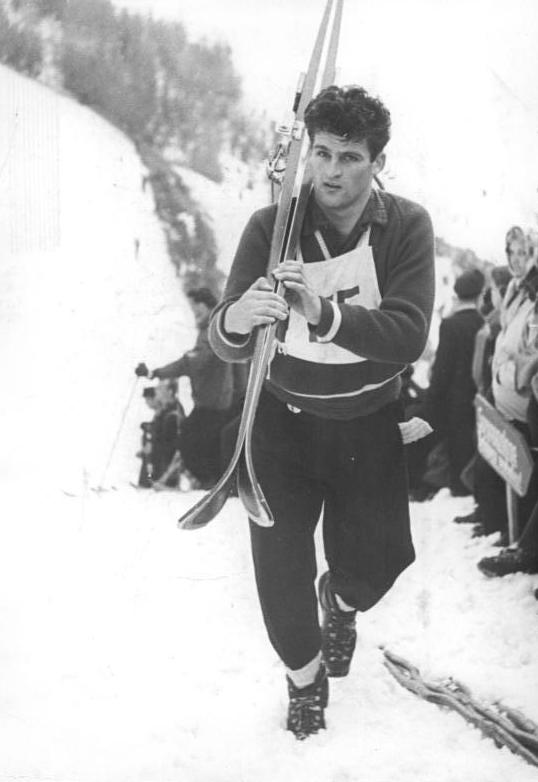
Helmut Recknagel – trzykrotny triumfator TCS (1958, 1959, 1961), zwycięzca 6 pojedynczych konkursów (5 z rzędu)

| Miejsce | Zawodnik         | Państwo          | Liczba | Lata      | Edycje |
| ------- | ---------------- | ---------------- | ------ | --------- | ------ |
| 1.      | Helmut Recknagel | Niemcy Wschodnie | 5      | 1958–1959 | 6/7    |
| 1.      | Sven Hannawald   | Niemcy           | 5      | 2001–2002 | 50/51  |
| 1.      | Kamil Stoch      | Polska           | 5      | 2017–2018 | 65/66  |
| 1.      | Ryōyū Kobayashi  | Japonia          | 5      | 2018–2019 | 67/68  |

#### Według państw
Stan po zakończeniu 73. Turnieju Czterech Skoczni (2024/2025)
| Miejsce | Państwo          | Liczba | Lata      | Edycje   | Zawodnicy                                                                               |
| ------- | ---------------- | ------ | --------- | -------- | --------------------------------------------------------------------------------------- |
| 1.      | Austria          | 8      | 2009–2011 | 57/58/59 | Wolfgang Loitzl (3) Thomas Morgenstern (2) Gregor Schlierenzauer (2) Andreas Kofler (1) |
| 2.      | Austria          | 6      | 1974–1976 | 23/24    | Karl Schnabl (3) Toni Innauer (2) Willi Pürstl (1)                                      |
| 2.      | Austria          | 6      | 2024–2025 | 72/73    | Stefan Kraft (3) Daniel Tschofenig (2) Jan Hörl (1)                                     |
| 4.      | Niemcy Wschodnie | 5      | 1958–1959 | 6/7      | Helmut Recknagel (5)                                                                    |
| 4.      | Norwegia         | 5      | 1962–1963 | 11/12    | Toralf Engan (3) Torbjørn Yggeseth (2)                                                  |
| 4.      | Niemcy Wschodnie | 5      | 1983–1984 | 31/32    | Jens Weißflog (4) Klaus Ostwald (1)                                                     |
| 4.      | Niemcy           | 5      | 2001–2002 | 50/51    | Sven Hannawald (5)                                                                      |
| 4.      | Polska           | 5      | 2017–2018 | 65/66    | Kamil Stoch (5)                                                                         |
| 4.      | Japonia          | 5      | 2018–2019 | 67/68    | Ryōyū Kobayashi (5)                                                                     |

### Wygranie wszystkich konkursów danej edycji
W historii imprezy tylko trzech zawodników wygrało wszystkie konkursy podczas tej samej edycji Turnieju Czterech Skoczni. Pierwszym był Sven Hannawald (50. turniej w sezonie 2001/2002), drugim Kamil Stoch (66. turniej w sezonie 2017/2018), a trzecim Ryōyū Kobayashi (67. turniej w sezonie 2018/2019).
Dwudziestu jeden skoczków wygrywało trzy konkursy podczas jednej edycji. Dziewięciu z nich zwyciężało w pierwszych trzech konkursach. Cztery razy zdarzyło się, że skoczek, który wygrał trzy konkursy, mimo to nie wygrał całego turnieju (trzykrotnie zdecydował o tym słaby wynik w czwartym konkursie, raz zwycięzca trzech konkursów wycofał się przed czwartym).

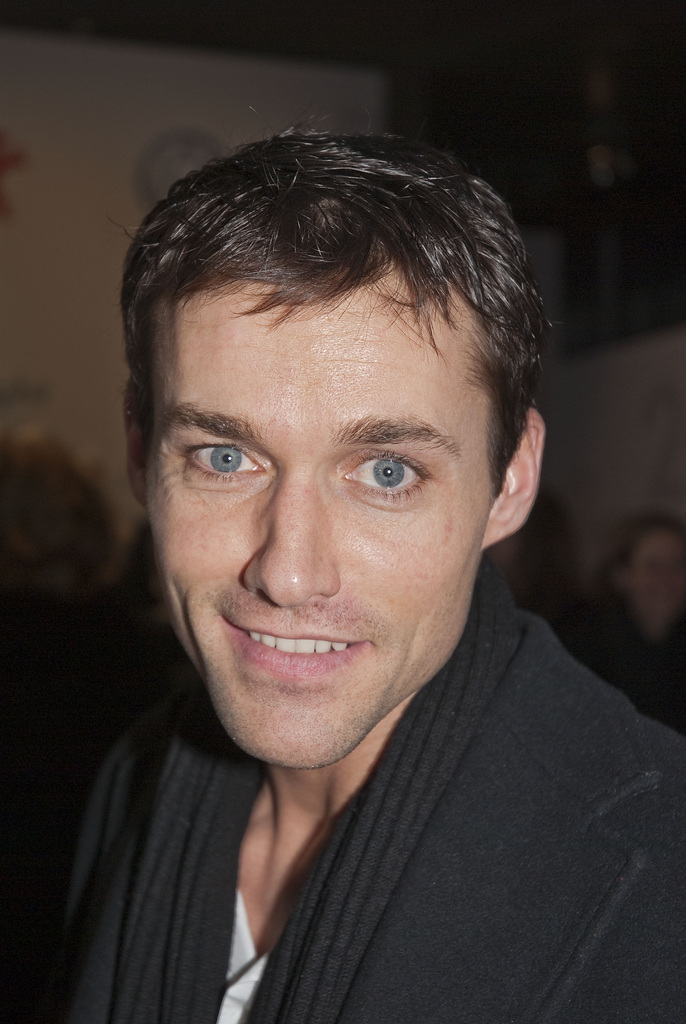
Sven Hannawald – triumfator 50. TCS, zwycięzca 6 pojedynczych konkursów (w tym 5 z rzędu)

| Turniej   | Zawodnik              | Ober. | Ga-Pa | Inns. | Bisch. |
| --------- | --------------------- | ----- | ----- | ----- | ------ |
| 1953/1954 | Olaf Bjørn Bjørnstad  | 1     | 1     | 1     | 3      |
| 1958/1959 | Helmut Recknagel      | 1     | 1     | 1     | 15     |
| 1959/1960 | Max Bolkart           | 1     | 1     | 1     | 5      |
| 1962/1963 | Toralf Engan          | 1     | 1     | 1     | 4      |
| 1966/1967 | Bjørn Wirkola         | 3     | 1     | 1     | 1      |
| 1968/1969 | Bjørn Wirkola         | 1     | 1     | 1     | 2      |
| 1970/1971 | Ingolf Mork           | 1     | 1     | 16    | 1      |
| 1971/1972 | Yukio Kasaya          | 1     | 1     | 1     | –      |
| 1974/1975 | Karl Schnabl          | 35    | 1     | 1     | 1      |
| 1975/1976 | Toni Innauer          | 1     | 1     | 24    | 1      |
| 1983/1984 | Jens Weißflog         | 2     | 1     | 1     | 1      |
| 1987/1988 | Matti Nykänen         | 2     | 1     | 1     | 1      |
| 1991/1992 | Toni Nieminen         | 1     | 2     | 1     | 1      |
| 1997/1998 | Kazuyoshi Funaki      | 1     | 1     | 1     | 8      |
| 1999/2000 | Andreas Widhölzl      | 3     | 1     | 1     | 1      |
| 2001/2002 | Sven Hannawald        | 1     | 1     | 1     | 1      |
| 2003/2004 | Sigurd Pettersen      | 1     | 1     | 4     | 1      |
| 2004/2005 | Janne Ahonen          | 1     | 1     | 1     | 2      |
| 2008/2009 | Wolfgang Loitzl       | 2     | 1     | 1     | 1      |
| 2015/2016 | Peter Prevc           | 3     | 1     | 1     | 1      |
| 2017/2018 | Kamil Stoch           | 1     | 1     | 1     | 1      |
| 2018/2019 | Ryōyū Kobayashi       | 1     | 1     | 1     | 1      |
| 2021/2022 | Ryōyū Kobayashi       | 1     | 1     | 1     | 5      |
| 2022/2023 | Halvor Egner Granerud | 1     | 1     | 2     | 1      |

### Największa przewaga
Najwyższą przewagę nad drugim zawodnikiem w klasyfikacji generalnej osiągnął Adam Małysz podczas 49. edycji (sezon 2000/2001), a wyniosła ona 104,4 punktów (co daje odległość ok. 58 m w łącznej długości wszystkich ośmiu skoków).

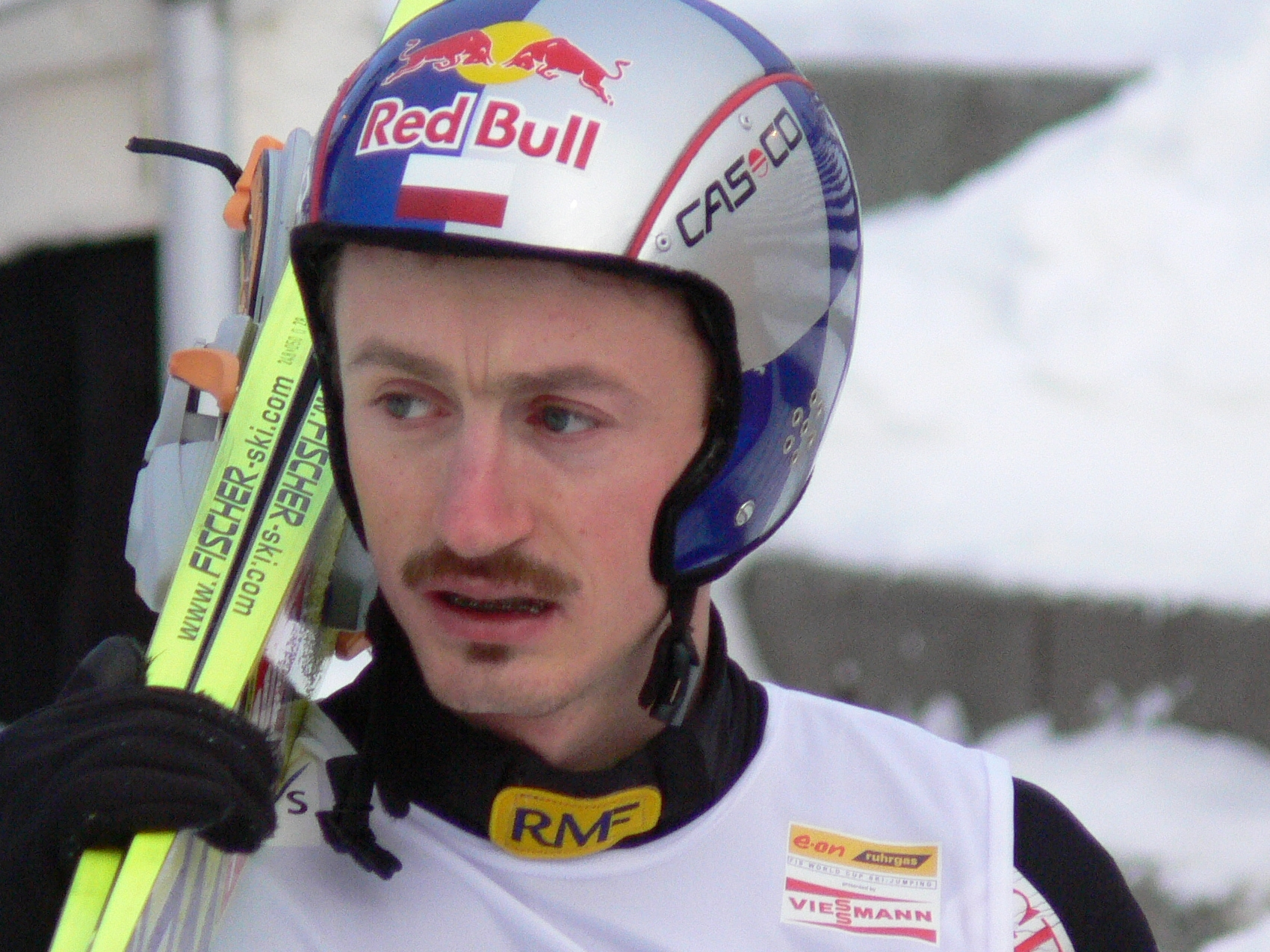
Adam Małysz – triumfator TCS w 2001, z przewagą ponad 100 punktów nad drugim zawodnikiem, czyniąc to jako pierwszy i dotąd jedyny skoczek w historii

| Lp. | Turniej   | 1. miejsce      | 2. miejsce          | Przewaga |
| --- | --------- | --------------- | ------------------- | -------- |
| 1.  | 2000/2001 | Adam Małysz     | Janne Ahonen        | 104,4    |
| 2.  | 1987/1988 | Matti Nykänen   | Jens Weißflog       | 99,0     |
| 3.  | 2017/2018 | Kamil Stoch     | Andreas Wellinger   | 69,6     |
| 4.  | 1991/1992 | Toni Nieminen   | Martin Höllwarth    | 69,2     |
| 5.  | 1966/1967 | Bjørn Wirkola   | Sepp Lichtenegger   | 62,4     |
| 6.  | 2018/2019 | Ryōyū Kobayashi | Markus Eisenbichler | 62,1     |
| 7.  | 2001/2002 | Sven Hannawald  | Matti Hautamäki     | 56,6     |
| 8.  | 1983/1984 | Jens Weißflog   | Klaus Ostwald       | 55,6     |
| 9.  | 1962/1963 | Toralf Engan    | Torbjørn Yggeseth   | 51,0     |
| 10. | 2004/2005 | Janne Ahonen    | Martin Höllwarth    | 49,1     |

## Wyniki Polaków

### Polacy w czołowej „10” klasyfikacji generalnej TCS

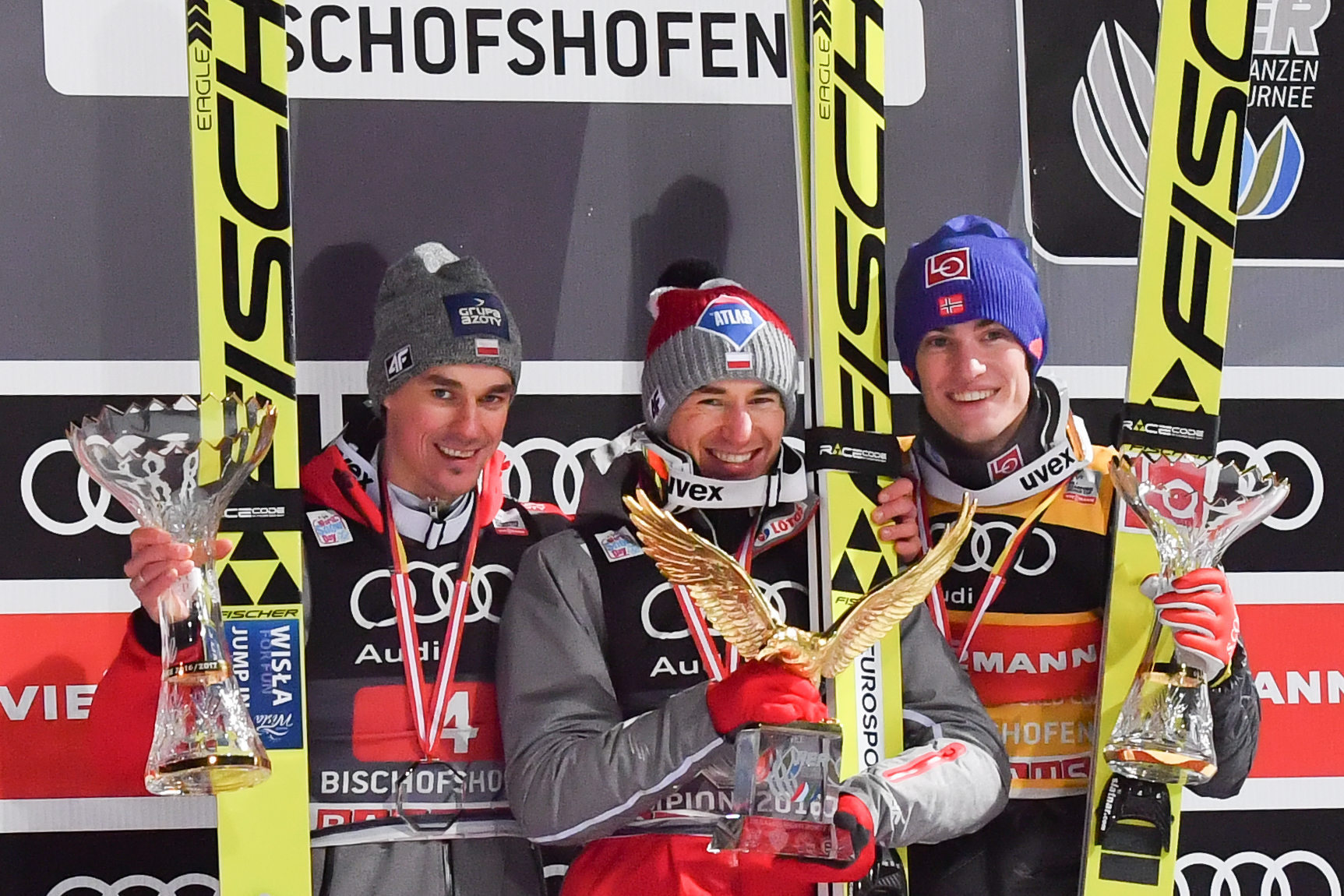
Kamil Stoch (1. miejsce) i Piotr Żyła (2. miejsce) na podium klasyfikacji generalnej 65. Turnieju Czterech Skoczni w sezonie 2016/2017

| Turniej   | Zawodnik          | Miejsce    |
| --------- | ----------------- | ---------- |
| 1956/1957 | Władysław Tajner  | 9.         |
| 1961/1962 | Antoni Wieczorek  | 5.         |
| 1962/1963 | Antoni Łaciak     | 7.         |
| 1963/1964 | Józef Przybyła    | 7.         |
| 1964/1965 | Józef Przybyła    | 5.         |
| 1965/1966 | Piotr Wala        | 10.        |
| 1966/1967 | Józef Przybyła    | 9.         |
| 1967/1968 | Ryszard Witke     | 9. lub 10. |
| 1970/1971 | Tadeusz Pawlusiak | 7.         |
| 1974/1975 | Stanisław Bobak   | 5.         |
| 1975/1976 | Stanisław Bobak   | 6.         |
| 1978/1979 | Piotr Fijas       | 10.        |
| 1979/1980 | Piotr Fijas       | 8.         |
| 1984/1985 | Piotr Fijas       | 7.         |
| 1985/1986 | Piotr Fijas       | 7.         |
| 1996/1997 | Adam Małysz       | 8.         |
| 2000/2001 | Adam Małysz       | 1.         |
| 2001/2002 | Adam Małysz       | 4.         |
| 2002/2003 | Adam Małysz       | 3.         |
| 2004/2005 | Adam Małysz       | 4.         |
| 2006/2007 | Adam Małysz       | 7.         |
| 2007/2008 | Adam Małysz       | 4.         |

| Turniej   | Zawodnik        | Miejsce |
| --------- | --------------- | ------- |
| 2009/2010 | Adam Małysz     | 9.      |
| 2010/2011 | Adam Małysz     | 6.      |
| 2011/2012 | Kamil Stoch     | 8.      |
| 2012/2013 | Kamil Stoch     | 4.      |
| 2013/2014 | Kamil Stoch     | 7.      |
| 2014/2015 | Kamil Stoch     | 10.     |
| 2016/2017 | Kamil Stoch     | 1.      |
| 2016/2017 | Piotr Żyła      | 2.      |
| 2016/2017 | Maciej Kot      | 4.      |
| 2017/2018 | Kamil Stoch     | 1.      |
| 2017/2018 | Dawid Kubacki   | 6.      |
| 2018/2019 | Dawid Kubacki   | 4.      |
| 2018/2019 | Kamil Stoch     | 6.      |
| 2019/2020 | Dawid Kubacki   | 1.      |
| 2020/2021 | Kamil Stoch     | 1.      |
| 2020/2021 | Dawid Kubacki   | 3.      |
| 2020/2021 | Piotr Żyła      | 5.      |
| 2020/2021 | Andrzej Stękała | 6.      |
| 2022/2023 | Dawid Kubacki   | 2.      |
| 2022/2023 | Piotr Żyła      | 4.      |
| 2022/2023 | Kamil Stoch     | 5.      |
| 2024/2025 | Paweł Wąsek     | 8.      |

### Polacy na podium konkursów TCS
| Konkurs                | 1. miejsce | 2. miejsce | 3. miejsce | Razem |
| ---------------------- | --- | --- | --- | ----- |
| Oberstdorf             | 1. 2017 – Kamil Stoch                                                                                           | 1. 1974 – Stanisław Bobak 2. 2016 – Kamil Stoch 3. 2020 – Kamil Stoch 4. 2022 – Piotr Żyła                      | 1. 1970 – Tadeusz Pawlusiak 2. 1985 – Piotr Fijas 3. 2004 – Adam Małysz 4. 2006 – Adam Małysz 5. 2017 – Dawid Kubacki 6. 2019 – Dawid Kubacki 7. 2022 – Dawid Kubacki                   | 12    |
| Garmisch-Partenkirchen | 1. 2018 – Kamil Stoch 2. 2021 – Dawid Kubacki                                                                   | 1. 2003 – Adam Małysz 2. 2017 – Kamil Stoch                                                                     | 1. 1964 – Józef Przybyła 2. 2001 – Adam Małysz 3. 2002 – Adam Małysz 4. 2011 – Adam Małysz 5. 2019 – Dawid Kubacki 6. 2020 – Dawid Kubacki 7. 2021 – Piotr Żyła 8. 2023 – Dawid Kubacki | 12    |
| Innsbruck              | 1. 2001 – Adam Małysz 2. 2018 – Kamil Stoch 3. 2021 – Kamil Stoch 4. 2023 – Dawid Kubacki                       | 1. 2002 – Adam Małysz 2. 2005 – Adam Małysz 3. 2011 – Adam Małysz 4. 2013 – Kamil Stoch 5. 2020 – Dawid Kubacki | 1. 1964 – Józef Przybyła 2. 1965 – Józef Przybyła 3. 2014 – Kamil Stoch 4. 2021 – Dawid Kubacki                                                                                         | 13    |
| Bischofshofen          | 1. 2001 – Adam Małysz 2. 2017 – Kamil Stoch 3. 2018 – Kamil Stoch 4. 2020 – Dawid Kubacki 5. 2021 – Kamil Stoch | 1. 1976 – Stanisław Bobak 2. 1997 – Adam Małysz 3. 2019 – Dawid Kubacki                                         | 1. 1979 – Piotr Fijas 2. 1980 – Piotr Fijas 3. 1985 – Piotr Fijas 4. 2017 – Piotr Żyła 5. 2023 – Dawid Kubacki                                                                          | 13    |
| Razem                  | 12 | 14 | 24 | 50    |

## Ciekawostki
- Tylko trzykrotnie w historii odwołano poszczególne zawody TCS, za każdym razem ze względu na bardzo silny wiatr:
  - 4 stycznia 2008 w Innsbrucku – 5 stycznia 2008 odbył się dodatkowy konkurs w Bischofshofen;
  - 28 grudnia 2014 w Oberstdorfie – zawody przełożono na następny dzień;
  - 4 stycznia 2022 w Innsbrucku – 5 stycznia 2022 odbył się dodatkowy konkurs w Bischofshofen[20];
- 1. Turniej Czterech Skoczni w roku 1953 został rozegrany w dniach 1–11 stycznia. W kolejnych latach TCS nie rozpoczął się wcześniej niż 28 grudnia, a nie zakończył później niż 7 stycznia;
- W sezonie 1963/1964 – podczas 12. edycji – bliski zwycięstwa w klasyfikacji generalnej był Józef Przybyła. Po zawodach w Oberstdorfie zajmował on 6. miejsce, w Garmisch-Partenkirchen wywalczył 3. miejsce, a tę samą lokatę powtórzył w Innsbrucku, ustanawiając rekord skoczni (95,5 m). Po trzech konkursach plasował się na 2. miejscu, zaś do prowadzącego Veikko Kankkonena, tracił zaledwie 1,5 pkt. W Bischofshofen w pierwszej serii Przybyła uzyskał 100 m i objął prowadzenie w turnieju. Ponadto otrzymał specjalną odznakę stumetrowca, gdyż jako pierwszy na tej skoczni osiągnął tę odległość. Drugi skok Polaka zakończył się upadkiem, bowiem najechał on na kamień po wylądowaniu. Skutkiem tego sędziowie odjęli mu aż 30 pkt. Ostatecznie zajął w konkursie 41., a w klasyfikacji generalnej całej imprezy 7. miejsce. Gdyby ustał oddany skok na 90 m w drugiej serii, znalazłby się na podium TCS, być może nawet na jego najwyższym stopniu. Po tych zawodach niemieccy i austriaccy dziennikarze określili Przybyłę mianem Polnischer Rekordjäger (polski łowca rekordów)[2]
- Na noworoczny konkurs w Garmisch-Partenkirchen w 1966 zaproszono Stanisława Marusarza, który miał wtedy prawie 53 lata, a nie skakał od dziewięciu. Pomimo tego postanowił skoczyć z Große Olympiaschanze. Decyzja Polaka wywołała konsternację wśród sędziów. Marusarz pożyczył narty i buty, skoczył jednak w garniturze i krawacie. Osiągnął odległość 66 m, a po wybiegu nosili go na ramionach skoczkowie, m.in. Bjørn Wirkola. Następnego dnia Polak otwierał konkurs na Bergisel w Innsbrucku, lądując w granicach 70 m[21];
- Thomas Diethart był pierwszym w historii skoczkiem, który zdobył ponad 1000 punktów w niedokończonych całkowicie konkursach (7 na 8 dokończonych serii).
- Dziewięciu zawodników zwyciężało w klasyfikacji końcowej danej edycji TCS, nie wygrywając żadnego z czterech z konkursów: Hemmo Silvennoinen (1954/1955), Nikołaj Kamienski (1955/1956, jedyny zwycięzca, który w żadnym konkursie nie zajął miejsca na podium), Horst Queck (1969/1970), Jiří Raška (1970/1971), Ingolf Mork (1971/1972), Ernst Vettori (1986/1987), Risto Laakkonen (1988/1989), Janne Ahonen (1998/1999) oraz Ryōyū Kobayashi (2023/2024, jedyny zawodnik, który w jednym turnieju we wszystkich konkursach był drugi).
- Tylko raz w historii miała miejsce sytuacja, w której dwóch zawodników wygrało ex-aequo TCS – w sezonie 2005/2006 na najwyższym stopniu podium stanęli Janne Ahonen i Jakub Janda[22].
- W sezonie 2000/2001 Adam Małysz – jako pierwszy w historii – uzyskał ponad tysiąc punktów w klasyfikacji generalnej (1045,9) oraz wygrał wszystkie kwalifikacje, przed każdym z 4 konkursów.
- W sezonach 2019/2020, 2022/2023 oraz 2024/2025 wynik powyżej tysiąca punktów w klasyfikacji łącznej uzyskała rekordowa liczba skoczków – 15.